# Rugby do Brasil
O rugby surgiu no Brasil em Salvador do século XIX. Por influência do Império Britânico, os dois esportes mais populares do país, o futebol e o rugby, que ganhavam cada vez mais adeptos, equipes e campeonatos, foram levados a diversas partes do mundo, por meio de empresários, militares, clérigos, operários, estudantes ou imigrantes que vinham do Reino Unido com bolas na bagagem e conhecimento das regras para difundir essas formas de entretenimento em lugares como as terras brasileiras.
Apesar da propagação do futebol ser mais bem sucedida, ao final do século XIX e início do XX, o rugby era tão popular entre os membros da elite quanto o futebol. Isso foi verdadeiro em diferentes países, bem como no Brasil. Esse intercâmbio cultural com a principal potência econômica e militar da época foi o que permitiu a chegada do rugby no Brasil.
Apesar de ter uma história longa, o esporte no país nunca conseguiu resultados expressivo internacionalmente, além de torneios sul-americanos femininos, nem mesmo uma classificação para a Copa do Mundo de Rugby. Ainda assim, por receber os Jogos Olímpicos de Verão de 2016 no Rio de Janeiro, quando o rugby voltará a essa competição, o Brasil já está automaticamente classificado.
O principal campeonato do país é o Campeonato Brasileiro de Rugby (também chamado de Super 16), ocorrendo desde 1964. Ainda há uma segunda divisão, a Taça Tupi de Rugby. O maior campeão e principal time de Rugby é o São Paulo Athletic Club, fundado em 1888 por Charles Miller. A entidade máxima para o Rugby XV e Rugby Sevens é a Confederação Brasileira de Rugby (CBRu), enquanto o Rugby league é governado pela Confederação Brasileira de Rugby League.
O Brasil possuí um estádio de Rugby, o Estádio da Montanha em Bento Gonçalves. E um time profissional, o Brasil Cobras XV da Súper Liga Americana de Rugby.

## História

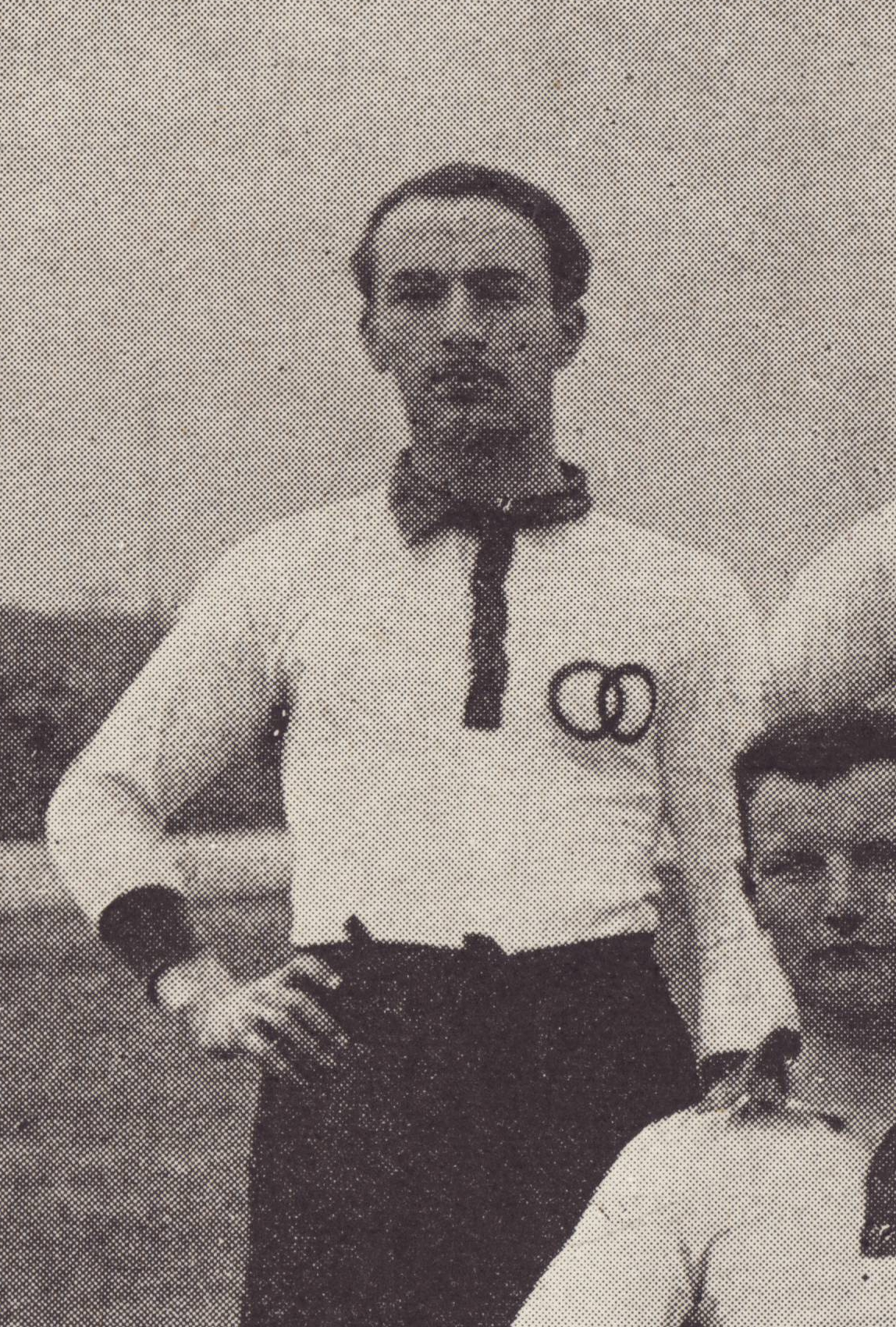
Paulo do Rio Branco foi o primeiro jogador de rugby de nacionalidade brasileira a chegar a um nível internacional.

### Chegada e primórdios
O rugby foi introduzido no Brasil ainda no século XIX. O historiador Paulo Varzea afirma que o primeiro clube de esportes (terrestre e ao ar livre) fundado em 1875 pelos Srs. H. L. Wheatley, A. MacMillan, C. D. Simmons, Amaral, Robinson e Cox (…), recebendo posteriormente a denominação de Paissandu Atlético Clube. Foi esse o primeiro clube organizado no Brasil, mas a tentativa para a prática do futebol entre seus sócios durou pouco, contando-se mesmo o fato seguinte: familiarizado com o futebol, Oscar Cox mandou buscar em Londres uma bola redonda, por volta de 1896, mas teve que, por impropriedade do terreno para o ‘soccer’, aproveitá-la nos exercícios de ‘rugby’ do clube”, mas as atividades não tiveram seguimento.

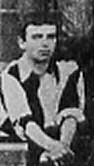
Charles W. Miller

No Rio de Janeiro, em 12 de setembro de 1891, foi fundado pela primeira vez no país um clube dedicado única e exclusivamente ao rugby ou a qualquer derivação do football: o Clube Brasileiro de Futebol Rugby, pelos Srs. Alfredo Amaral Fontoura, Virgílio Leite, Oscar Vieira de Castro, Edwin Ral, Sidney Cox, Augusto Amaral e Luiz Leonel Moura, este, jovem brasileiro, recém chegado da Inglaterra, onde fora educado no Elizabeth College, da ilha de Guernsey, no qual aprendera o ‘rugby’ e o futebol ‘soccer’. Foi por sua iniciativa que se introduziu no Rio o ‘rugby’, que logo encontrou adeptos, enquanto que o futebol ‘association’, tentado pelos rapazes do Clube Brasileiro de Cricket e reeditado por Moura, entre 1892 e 1893, foi depois esquecido.” A agremiação, no entanto, não durou muito.

#### Charles Miller em São Paulo
Em 1888, foi fundado o São Paulo Athletic Club (SPAC), em São Paulo, como o clube da comunidade britânica. O rugby não era praticado nos anos iniciais do clube, sendo introduzido apenas quando Charles William Miller, brasileiro de origem anglo-escocesa, famoso por ser o mesmo que organizou o primeiro time e a primeira partida oficial de futebol do Brasil, regressou ao país vindo da Inglaterra. Em 1894, Miller retornou dos seus estudos no Reino Unido, trazendo consigo além de uma bola de futebol, uma de rugby em sua bagagem, e passou a fazer parte do São Paulo Athletic Club (SPAC), onde, no ano seguinte, idealiza a primeira equipe de rugby do clube, já que, além de futebolista, foi ‘cricketer’ famoso, consagrado tenista e temível ‘rugby player’. A equipe foi descontinuada, quando Miller passou a se dedicar apenas ao futebol. Outras iniciativas se deram no fim do século XIX, como em São Paulo no Colégio Mackenzie e em Niterói no Rio Cricket..

### Início da "popularização"
Ainda que partidas tenham sido disputadas entre 1900 e o princípio dos anos 1920, a regularidade da prática viria apenas a partir de 1925, em São Paulo, no SPAC, com a recomposição da equipe. Neste ano, James Macintyre, considerado o maior incentivador do esporte na primeira metade do século XX, juntamente com Gordon Fox Rule, reuniram jogadores que moravam em São Paulo e que por acaso tivessem praticado esta modalidade de esporte. Cerca de 40 pessoas foram agrupadas em duas equipes que jogavam entre si nos fins de semana, na Chácara da Floresta e subsequentemente no do Clube de Regatas Tietê e no do Clube Atlético Paulistano. Posteriormente, passaram a utilizar-se tanto do campo do Parque Antártica, quanto do Campo do São Paulo Athletic Club em Pirituba - o Campo dos Ingleses, como era conhecido, de propriedade da São Paulo Railway Co., que posteriormente se tornaria a Estrada de Ferro Santos-Jundiaí. Acabaram fundando o Britânia Football Club, o segundo clube paulista. Ainda em 1925, são formados times em Santos e Rio de Janeiro.
Em maio de 1926, uma série de jogos intermunicipais e interestaduais foi realizada no Brasil. No dia 23, os cariocas venceram os paulistas por 23 a 3; na semana anterior, no dia 16, a equipe de São Paulo havia vencido a de Santos, no primeiro jogo entre as duas cidades. Um jogo interestadual foi de fato jogado em 1911 e alguns outros até antes, mas infelizmente não se tem dados a respeito dos mesmos. No ano seguinte, o embaixador da Grã-Bretanha para o Brasil, Beilby Alston, criou uma taça que levava seu próprio nome, para premiar a equipe que vencesse os duelos entre São Paulo e Rio de Janeiro, sendo disputada anualmente até 1940.
Nesta época, os jogadores, na sua grande maioria, eram membros ou filhos da colônia inglesa; outros, em menor número, eram sírio-libaneses que haviam estudado na Inglaterra. Com a formação da Seleção Brasileira de Rugby, esporadicamente, eram realizados jogos internacionais, como um não oficial contra os Springboks (seleção da África do Sul) em 1932, e contra a Seleção do Reino Unido (Grã-Bretanha e Irlanda) em 1936, que teve como resultado 82 a 0 para os adversários dos brasileiros, com direito a 17 tries convertidos pelo Príncipe Alexander Obolensky, da Rússia, que jogava pelos ingleses, um recorde mundial. Quase todos os jogadores da seleção nestes jogos eram do SPAC. Também eram disputadas partidas amistosas contra equipes de tripulantes de navios que atracavam nos portos de Santos e do Rio de Janeiro.
O esporte por muito pouco não foi reconhecido então oficialmente como um esporte nacional, já que era praticado em apenas quatro estados, contra cinco, exigidos por lei.

### Guerra e interrupção
A partir da Segunda Guerra Mundial, os ingleses que moravam no Brasil, que praticavam o rugby, foram chamados para defender os países aliados. Desta maneira, o esporte deixou de ser praticado entre os anos de 1941 a 1946. No ano seguinte, as partidas voltaram a acontecer.
Em 1947 os jogos voltaram a ser realizados, porém com menor frequência devido ao pequeno número de jogadores interessados. Tanto que, nesta época, eram disputados apenas jogos entre paulistas e cariocas; os santistas já não conseguiam reunir condições suficientes para formar um time. A partir de 1960, atletas do São Paulo Athletic Club passaram a representar a agremiação. No mesmo ano, surgiu o Aliança Rugby Football Club, formado por atletas argentinos, franceses, ingleses e alguns brasileiros. A mesma iniciativa de se formar um clube surgiu entre os integrantes da colónia japonesa, que criaram em 1961 o São Paulo Rugby Football Club.

### Estruturação
Com o crescimento da modalidade do país, foi fundada em 6 de Outubro de 1963 a União de Rugby do Brasil (URB), com sede em São Paulo. O idealizador da entidade foi Harry Donavan. Em 1964, a URB idealizou o 3.º Campeonato Sul-Americano de Rugby. Na competição, o Brasil foi vice-campeão. Este torneio trouxe novo impulso, surgindo então, pela primeira vez, a categoria juvenil com a formação das equipes do São Paulo Athletic Club, Colégio Liceu Pasteur e Bertioga Rugby Clube.
Em outubro de 1966 aconteceu a primeira partida entre duas escolas de ensino superior, entre a A.A.A. Horácio Lane, da Escola de Engenharia da Universidade Mackenzie e a A.A.A. Oswaldo Cruz, da Faculdade de Medicina da Universidade de São Paulo.
Em 1971, houve o início do desenvolvimento do rugby infanto-juvenil em São Paulo. No ano seguinte, em 20 de dezembro, surge a Associação Brasileira de Rugby (ABR), em substituição a URB. A nova entidade foi reconhecida pelo Conselho Nacional de Desportes (CND). Em 1973, a ABR organizou o 7.º Campeonato Sul-Americano de Rugby, em São Paulo. Cinco anos depois, a entidade promoveu o 4.º Campeonato Sul-Americano de juvenis.

### "Brasil Potência"
Nas últimas décadas houve grande progresso do esporte no país. Se em 1963, foi registrado que 95% dos jogadores no país eram estrangeiros e havia apenas quatro clubes. Já em 1988, apesar do rugby ser jogado em apenas três das vinte e sete unidades da federação, 75% dos jogadores brasileiros de rugby eram nativos, e já havia trinta e cinco clubes.
A Seleção Brasileira de Rugby Masculino ainda é considerada third tier, ou seja, pertence a um grupo de terceiro (e último) nível. Ainda assim, com o crescimento econômico do país a partir de meados dos anos 1990, vem despertar do interesse e potencial de desenvolvimento do esporte. Em outubro de 2003, quando começa a contagem do ranking mundial da IRB o Brasil estava em 34.º lugar. Em 2004 na final do Sulamericano de Rugby B foi registrado o maior público da história do rugby no Brasil, aproximadamente 5 mil pessoas no estádio do Ibirapuera. Nos anos seguintes, o desempenho da seleção nacional oscilou, chegando a cair à 37.ª posição entre 2005 e 2006 e, por diversas vezes, entre 2009 e 2011, chegou a ocupar a 27.ª posição, a mais alta do histórico da entidade. Depois de algumas sucessivas derrotas, termina o ano de 2012 em 33.º lugar.
Em 2009, o Comitê Olímpico Internacional (COI) determinou que o rugby voltaria para o programa olímpico nos Jogos Olímpicos de Verão de 2016, no Rio de Janeiro, na modalidade Sevens. A partir de aí, a então Associação Brasileira de Rugby passa a adotar o padrão exigido pelo Comitê Olímpico Brasileiro (COB) e se transforma em Confederação Brasileira de Rugby (CBRu), o que deu direito à modalidade de receber verba das leis de incentivo ao esporte. Igualmente, o COB passou a incluir em sua cerimônia anual Prêmio Brasil Olímpico a categoria de "melhor jogador de rugby sevens". Segundo a própria CBRu, conforme estabelecido em 2010:
| “ | Em um período de 6 anos as seleções brasileiras, masculina e feminina, serão reconhecidas como a segunda potência do Rugby no continente americano e uma das maiores seleções do mundo inspirando pessoas em torno a uma comunidade que aproveite todas as oportunidades que o esporte apresenta. | ” |

Reconhecendo o avanço do rugby nacional em popularidade, estruturação e desempenho, em 2011 a IRB selecionou o Brasil como um dos países estratégicos para investimentos da entidade internacional nos anos seguintes. Ainda assim, tanto os clubes quanto as seleções são amadoras e atletas e dirigentes, portanto, não são remunerados.
Em meados de 2012, é registrado que o crescimento do esporte no país menor apenas que o das artes marciais mixtas (MMA). Em outubro do mesmo ano, Brasil e Paraguai se enfrentam em partida válida tanto como repescagem do Sul-Americano, como eliminatória para a Copa do Mundo de 2015. Com uma vitória de 35 a 22, registrou-se um público de mais de seis mil pessoas acompanhando a disputa no Estádio Nicolau Alayon, a maior quantidade de espectadores para uma partida de rugby na história do Brasil, até aquela ocasião.
Em 2015, o rugby chegou ao Estádio do Pacaembu pela primeira vez na história do local. No dia 4 de dezembro, a seleção brasileira disputou amistoso contra a Alemanha e foi derrotada pelo placar de 31 a 7. A partida contou com a presença de 10.460 torcedores. Além de representar o primeiro evento não relacionado ao futebol no estádio desde a reforma realizada em 2007, o jogo também entrou para história porque contou com o recorde de público em uma partida de rúgbi no Brasil.

## Um novo rugby chega ao país
O rugby league no Brasil teve seus primeiros passos nas transmissões da extinta Sports+ da National Rugby League NRL, o campeonato australiano no final de 2013, tendo grande audiência e que com a dificuldade de ser um canal novo, da tv fechada e dos horários de jogos, que eram nas madrugadas, o Brasil foi o 6o país que mais assistiu a final de 2013.
A modalidade chegou a ser praticada de forma tímida em Minas Gerais e Espírito Santo.
Com o fim das transmissões, veio também o fim do interesse, que só voltou a acontecer em meados de 2015, graças a vinda da Latin Heat Australia, uma organização australiana que visa a difusão do League na América Latina, capitaneado pelo australiano de origem britânica Robert Burgin.
Em 2016, o atleta brasileiro Hugo Fróes foi convidado a representar o Brasil no combinado Latin Heat no primeiro Latinoamericano de 9s, em Miramar na Argentina, jogando contra Chile, Argentina, Seleção da Província de Buenos Aires e Seleção da Cidade de Buenos Aires.
Em 2017, foi formada a primeira Seleção Brasileira de Rugby League, para jogar o primeiro Latinoamericano de 13s, no Chile, contra as seleções da Argentina, Chile e Colômbia o país acabou ficando em 4o lugar, entretanto, entrou para o ranking da Rugby League International Federation - RLIF, se tornou Membro Observador e vive um “boom”, com a fundação da Confederação Brasileira de Rugby League em 2018.
Em 2018, a Confederação organiza o maior evento da história da América Latina, o Brasil Rugby League Festival, com 5 eventos simultâneos em 3 dias de jogos, tendo o Brasil sendo campeão invicto no Campeonato Sul-americano Masculino, Masculino "B", Feminino e Juvenil frente aos adversários mais fortes no ranking, Argentina e Colômbia, além de ter realizado o Campeonato Brasileiro de 9s, masculino e feminino, com a presença de árbitros da NRL.

## Penetração

### Aceitação da população
Atualmente, o rugby é um esporte estranho à grande parte dos brasileiros. O Rugby não é um esporte praticado nos campos, escolas, universidades ou associações do país. O próprio amadorismo do esporte no país, ou a falta de uma associação, federações ou clube forte que forneça estrutura e saúde financeira para quem quiser o praticar profissionalmente desmotiva muitos curiosos e praticantes.
Se for considerar-se que o Futebol e o Rugby foram ambos introduzidos no Brasil por Charles Müller, por serem esportes de origem inglesa, foram inicialmente muito praticados aqui por este e ganharam adeptos entre os brasileiros, mas pouco se sabe o porque da falta de popularização que o Rugby obteve no Brasil. Diz-se que a pratica do Rugby foi cessada pela ida dos Ingleses para a Europa defender sua nação em conflitos, porém, isso pode ser contestado pelo fato do futebol ter os mesmos precursores aqui.
O que pode ter feito o Rugby impopular é que é um esporte bem mais complexo de se jogar que o futebol e outras modalidades relativamente populares no país, e sua aceitação entre os brasileiros foi pouca e quase limitada aos ingleses, o que com a partida desses deixou poucos brasileiros que o praticasse e assumissem o papel de expandir o esporte no país.
O Futebol, modalidade mais popular, tornou-se profissional em alguns estados já da Década de 30, enquanto oo Rugby foi amador por imposição da sua entidade maior até 1996, quando a profissionalização foi aceita com restrições e foram introduzidas as primeiras ligas profissionais no mundo. No Brasil, ainda hoje é uma modalidade de caráter amador, forçando muitos praticantes a deixarem o Rugby de lado por não terem um projeto no esporte.
Entre os esportes coletivos, o Rugby fica em posições indigestas no gosto popular brasileiro se equiparado à modalidades praticadas nas escolas e universidades do país, como o Futsal (segunda modalidade mais popular entre os homens), o Handebol (muito popular entre as mulheres), e também o Voleibol, modalidade na qual o país é uma potência, além do Basquete. Mesmo essas modalidades encontram resistência do grande público e suas ligas são pouco assistidas e apreciadas pela grande parte da população.
Outras modalidades trazidas ao país também quase se extinguiram em território brasileiro, como o Críquete, que originou muitos clubes no país, um deles o Esporte Clube Vitória.

### Praticantes
Ainda hoje o Rugby está bastante centralizado na região sudeste do país, onde tem praticamente metade dos praticantes em todo o país, principalmente no estado de São Paulo. Porém, hoje, considera-se que o rugby já é praticado em todos os 26 estados brasileiros e no Distrito Federal, onde possui Ligas Regionais e também Campeonatos Estaduais em grande parte dos estados.
O rugby ainda hoje é um esporte que goza de popularidade muito inferior, mesmo se comparado a outros no país, como o voleibol, o automobilismo ou o basquete, mas que tem obtido um crescimento considerável desde a década de 1990, somando em 2012 mais de 30 mil praticantes, sendo mais de 10 mil federados e 230 clubes no país, sobretudo no estado de São Paulo.
Em 2013, no país havia 278 agremiações que praticavam o rugby no país, o número pode parecer grande, mas se for considerada a dimensão populacional do país, e que todos os praticantes ativos estão filiados a essas equipes, o número é na verdade bem pequeno. Hoje no país a modalidade não é introduzida nas escolas, nem nas universidades, limitando o conhecimento do grande público em torno dela, restringindo sua pratica unicamente aos poucos clubes do país. Alguns países que tem tradição e vem crescendo mais ainda na modalidade, tem, além do campeonato nacional, uma liga universitária que pode ser considerada tão forte quanto, como é o caso do Japão que recentemente ganhou uma equipe no torneio mais importante de Rugby entre times do mundo, o Super Rugby.
Se for se considerar apenas os clubes, entre profissionais e amadores o Futebol tem mais de 300 clubes até em estados menos tradicionais no cenário nacional, mesmo se falar-se nas pequenas cidades com dez a 20 mil habitantes que tem um ou dois clubes amadores. O Handebol é introduzido nos colégios e universidades do país, assim como o Voleibol. O Basquetebol foi abraçado por grandes clubes como Flamengo como uma segunda modalidade, mas sua pratica ainda é muito restrita ao eixo Sul-Sudeste.

## Organização
O esporte é governado no país pela Confederação Brasileira de Rugby (CBRu), com seis federações estaduais filiadas: Gaúcha, Catarinense, Paranaense, Paulista, Mineira e Fluminense. A CBRu organiza diretamente ou através das federações filiadas, os principais torneios do país, o Super 10 (que teve as finais da edição de 2011 transmitidas ao vivo pela televisão pela primeira vez) e a Copa do Brasil, ambos de abrangência nacional, além de gerenciar as seleções de rugby XV, sevens, de praia, masculinas e femininas, adultas e categorias de base. Já o rugby em cadeira de rodas é gerenciado pela Associação Brasileira de Rugby em Cadeira de Rodas (ABRC).

### Seleções
As equipes nacionais de maior destaque são as femininas, tanto a de rugby XV, quanto a de sevens e de praia, que conquistam virtualmente todos os títulos na América do Sul e têm obtido resultados satisfatórios no cenário internacional. Entretanto, as seleções masculinas vêm obtendo resultados cada vez mais expressivos e buscam se tornar cada vez mais competitivos em relação às principais potências do continente.

### Clubes
No Brasil o rugby ainda é disputado apenas de forma amadora. Sua principal competição anual é o Campeonato Brasileiro de Rugby de clubes, hoje sua principal divisão é conhecida como "Super 16" e a segunda é chamada de "Taça Tupi". O Rugby brasileiro tem clubes tradicionais, como o centenário SPAC que chegou a ser campeão paulista de futebol quatro vezes. Porém, a grande maioria dos clubes organizados do país foram fundados nos anos 70 e 80. Dentre os grandes clubes esportivos do Brasil, o que obteve mais sucesso no Rugby foi o São Paulo, multicampeão na modalidade nos anos 70 e 80.
Grande parte dos clubes do país está centralizado no estado de São Paulo, único a ter um torneio estadual organizado com mais de 10 clubes filiados. O estado é responsável por mais da metade dos clubes do Campeonato Brasileiro. Na contramão disso, o esporte evolui muito na Região Sul do país, região de onde são os três clubes não paulistas no Campeonato Brasileiro de Rugby de 2015, sendo um clube de cada estado da Região.
A partir dos anos 90 houve grande crescimento no número de equipes no país, poucas chegando à condição de clube por existirem apenas de maneira informal. Nem todos os estados possuem federações de Rugby Union que reúna esses clubes e organize torneios estaduais, o Amapá por exemplo, não tem um clube de Rugby Union conhecido. Mas, regiões que até 20 anos atrás poderiam se considerar "sem a presença da modalidade" como o Norte, o Nordeste e o Centro-Oeste, hoje tem suas ligas regionais se fortalecendo a cada ano.

### Competições

#### Nacionais
Atualmente são disputadas várias competições nas categorias masculina e feminina adulta, juvenis e universitárias no país. As principais competições realizadas são:
Competições Nacionais
- Campeonato Brasileiro de Rugby
- Taça Tupi

Competições Regionais
- Copa Brasil Central de Rugby
- Copa Norte de Rugby XV

Competições Estaduais
- Campeonato Gaúcho de Rugby
- Campeonato Gaúcho de Rugby 2.ª Divisão

#### Internacionais
O Brasil sediou por diversas oportunidades os campeonatos sul-americanos de rugby union e sevens. Em 2014, a cidade de Vila Velha, no Espírito Santo, receberá o 6.º Campeonato Mundial Universitário de Rugby Sevens. E, em 2016, nos Jogos Olímpicos de Verão, no Rio de Janeiro, o rugby volta a ser disputado em Olimpíadas, em sua versão sevens.
| Ano  | Sede                     | Campeonato                                | Campeão      | Posição do Brasil |
| ---- | ------------------------ | ----------------------------------------- | ------------ | ----------------- |
| 1964 | São Paulo (SP)           | Sul-Americano Masculino A                 | Argentina    | Vice-campeão      |
| 1973 | São Paulo (SP)           | Sul-Americano Masculino A                 | Argentina    | 4.º lugar         |
| 2000 | São Paulo (SP)           | Sul-Americano Masculino B                 | Brasil       | Campeão           |
| 2004 | São Paulo (SP)           | Sul-Americano Masculino B                 | Paraguai     | Vice-campeão      |
| 2005 | São Paulo (SP)           | Sul-Americano de Sevens Feminino          | Brasil       | Campeão           |
| 2009 | São José dos Campos (SP) | Sul-Americano de Sevens Masculino         | Argentina    | 4.º lugar         |
| 2009 | São José dos Campos (SP) | Sul-Americano de Sevens Feminino          | Brasil       | Campeão           |
| 2011 | Bento Gonçalves (RS)     | Sul-Americano de Sevens Masculino         | Argentina    | 3.º lugar         |
| 2011 | Bento Gonçalves (RS)     | Sul-Americano de Sevens Feminino          | Brasil       | Campeão           |
| 2012 | Rio de Janeiro (RJ)      | Sul-Americano de Sevens Masculino         | Uruguai      | 5.º lugar         |
| 2012 | Rio de Janeiro (RJ)      | Sul-Americano de Sevens Feminino          | Brasil       | Campeão           |
| 2013 | Rio de Janeiro (RJ)      | Sul-Americano de Sevens Masculino         | Argentina    | 3.º lugar         |
| 2013 | Rio de Janeiro (RJ)      | Sul-Americano de Sevens Feminino          | Brasil       | Campeão           |
| 2014 | Vila Velha (ES)          | Mundial Universitário de Sevens Masculino | Desconhecido | Desconhecido      |
| 2014 | Vila Velha (ES)          | Mundial Universitário de Sevens Feminino  | Desconhecido | Desconhecido      |
| 2016 | Rio de Janeiro (RJ)      | Torneio Olímpico Masculino                | Fiji         | 12⁰ lugar         |
| 2016 | Rio de Janeiro (RJ)      | Torneio Olímpico Feminino                 | Austrália    | 9⁰ lugar          |

## Símbolos

Escudo antigo da ABR com a Vitória-Régia.

Como é comum no rugby, cada país é conhecido por um símbolo que lhe caracteriza e dá nome à seleção principal. Ao longo da história, o Brasil teve diferentes símbolos:
- Zé Carioca - Durante muitos anos, o país era extra-oficialmente conhecido como uma espécie de Zé Carioca,  apelido do papagaio José Carioca, criado no começo da década de 1940 pelos estúdios Walt Disney em uma turnê pela América Latina, que fazia parte dos esforços dos Estados Unidos para reunir aliados durante a Segunda Guerra Mundial (1939-1945). A seleção nacional foi identificada com tal imagem nas primeiras edições do Campeonato Sul-Americano.
- Vitória-Régia - Algum tempo depois, a Associação Brasileira de Rugby tornou a Vitória-Régia o símbolo oficial do esporte no país. A planta passou a fazer parte do emblema da ABR, estampando inclusive camisas da equipe nacional, figurando até pouco tempo com esse status. No entanto, a Vitória-Régia nunca obteve muita popularidade como o apelido da seleção nacional, principalmente quando comparada aos demais países sul-americanos, caindo em desuso. A origem da adoção da planta como ícone do rugby brasileiro também foi motivo de polêmicas, impedindo que ela caísse no gosto popular.

Com a forte popularização do esporte em nível nacional, culminando em 2010, algumas entidades e personalidades tomaram iniciativa nesse ano para dar uma nova cara à seleção brasileira.
- Carcarás - Iniciado com o esforço do jornalista e ex-jogador português Manuel Cabral, as principais páginas de internet dedicadas a esse esporte no país se uniram para resolver a questão e encontrar uma nova identidade ao rugby nacional. Com a participação do Blog Mão de Mestre, o Blog do Rugby e o Rugby Mania, o nome eleito foi "Carcarás", uma ave de rapina típica do Brasil. Apesar do movimento, a CBRu não reconheceu oficialmente o símbolo. Posteriormente, a ave foi adotada como símbolo pela Seleção Brasileira de Rugby League.
- Amazonas - Por motivos óbvios, a seleção feminina ganhou um apelido extra-oficial mais forte, que remete às mulheres guerreiras da mitologia grega que teria dado origem ao nome da Floresta Amazônica, como consequência dos testemunhos de exploradores europeus sobre tribos indígenas que possuíam mulheres em suas fileiras de guerreiros. A alcunha da região teria surgido de um relato de Francisco Orellana, ainda no século XVI, sobre uma batalha entre os estrangeiros e a tribo Tapuia (do ramo Tupi), que teve mulheres lutando lado a lado com os homens. A associação da identidade histórica com o esporte é fácil, mas igualmente ainda não existe um reconhecimento oficial.
- Samba Boys - Quando a Seleção de Sevens Masculina participou de um torneio em Middlesex, na Inglaterra, em 2011, teve um desempenho que chamou a atenção da torcida e da imprensa locais, recebendo a carinhosa alcunha de "Samba Boys".[29]

### Novo símbolo oficial

Três opções a serem escolhidas: A arara, a sucuri e o tupi.

A CBRu, por sua vez, inicia um processo de escolha ainda em 2010 para a definição do novo símbolo. Em um primeiro momento, foram enviadas mais de duzentas sugestões - desde 'rapadura' até 'urso polar' - para a Confederação, que, através de um júri composto por membros da entidade, chegaram finalmente a cinco finalistas, apresentados no início de 2012. Dois acabaram sendo descartados, o lobo-guará, pela semelhança com o símbolo da Seleção Portuguesa, e o tamanduá por ser o de menor apelo popular. Os três finalistas restantes, a Arara, o Tupi e a Sucuri, passaram por voto popular através da página oficial da CBRu, até 4 de março de 2012. "Tupi" acabou sendo o nome vitorioso, com 47,16% dos 9.302 votos. As seleções masculinas passam a ser conhecidas como "os Tupis" e as femininas como "as Tupis".

### Novo símbolo da seleção feminina
A Confederação Brasileira de Rugby (CBRu) lançou em 24 de maio de 2021 uma nova identidade da seleção feminina de rugby, adotando o apelido de "as Yaras". Segundo a CBRu, o nome foi escolhido de maneira autônoma pelas atletas e reflete o espírito guerreiro da mulher brasileira. Na mitologia tupi-guarani, Yara é filha de Pajé e temida guerreira que, para escapar da morte, se refugiou nos rios amazônicos.

## Marketing
Na televisão o rugby é transmitido apenas em TV por assinatura, a primeira transmissão televisionada de rugby no Brasil foi na Copa do Mundo de Rugby de 1999 na ESPN onde eram apresentados apenas as gravações de alguns jogos. A Copa do Mundo de Rugby de 2003 foi a primeira a ser apresentada com jogos ao vivo, graças ao esforço da própria ABR que pediu para a IRB mandar o sinal de graça para o Brasil. Em 2007 foi feita uma grande cobertura do evento contando inclusive com enviados especiais à França que fez com que a ESPN alcançasse a vice-liderança na audiência da TV por assinatura. Atualmente os eventos exibidos no Brasil são a Copa Heineken e a Seis Nações na ESPN a IRB Sevens World Series e o Top 14 (Campeonato Francês) na BandSports e a final e as semifinais do Super10 (Campeonato Brasileiro) no SPORTV.